# R-29RMU Sineva
El R-29RMU Sineva (en ruso : Синева, literalmete " azul "), código RSM-54, es un misil balístico ruso lanzado en submarino de combustible líquido con índice GRAU 3M27, designación SS-N-23A Skiff. Puede transportar cuatro ojivas y está diseñado para ser lanzado desde submarinos de clase Delta IV, que están armados con 16 misiles cada uno. A partir de 2017, hay 96 lanzadores desplegados en los submarinos.
Según los informes, la primera prueba de alcance máximo se realizó el 11 de octubre de 2008; el alcance declarado fue de 11,547 kilómetros. El R-29RMU entró en servicio en 2007 y se espera que permanezca en servicio hasta al menos 2030.
Los planes actuales requieren la construcción de aproximadamente 100 de esos misiles.
Según los informes, el misil Sineva ha sido modificado en misil R-29RMU2 Layner a partir de 2012.

## Antecedentes
En su apogeo en 1984, la Armada soviética realizó más de 100 patrullas SSBN . La Armada rusa disminuyó su actividad durante la década de 1990, y en 2001 y 2002 no realizó ninguna patrulla. El desarrollo del Sineva es parte de un programa encargado de "prevenir el debilitamiento del elemento disuasivo nuclear de Rusia".
El R-29RMU Sineva es visto como un rival del misil de propulsor sólido Bulava. Originalmente, la Armada rusa estaba programada para recibir el misil Sineva en 2002, pero la primera prueba no se realizó hasta 2004. El misil finalmente se puso en servicio en 2007. Se informó que el misil llevaba nuevas ojivas nucleares.

## Pruebas

### Fallos iniciales de lanzamiento
Los fallidos lanzamientos de prueba de Sineva tuvieron lugar durante el ejercicio de comando estratégico "Seguridad-2004" (celebrado del 10 al 18 de febrero de 2004), que también incluyó el lanzamiento de un satélite de comunicación Molniya y un misil R-36. Los fallos de lanzamiento que involucran a los submarinos nucleares Novomoskovsk y Karelia pueden haber sido causadas por un satélite militar que bloquea la señal de lanzamiento; Este incidente no tuvo consecuencias graves para el submarino nuclear estratégico K-407 Novomoskovsk. El 1 de marzo de 2004 vio al entonces presidente ruso Vladímir Putin instruir al ministro de defensa interino para que lleve a cabo una investigación con el fin de determinar la razón de las fallas de lanzamiento de los tres misiles RSM-54 a mediados de febrero.

### Lanzamientos exitosos
El 17 de marzo de 2004, el submarino nuclear Novomoskovsk de la Flota del Norte de Rusia realizó un exitoso lanzamiento del RSM-54 Sineva. Según los informes, las dos ojivas del misil alcanzaron sus objetivos. El presidente Vladímir Putin y el ministro de Defensa Sergei Ivanov observaron un exitoso lanzamiento de prueba del misil Sineva desde el Ekaterimburgo.
Otro lanzamiento exitoso se realizó el 4 de marzo de 2010 desde el Mar de Barents. Esto fue seguido por más lanzamientos el 6 de agosto de 2010, cuando un K-114 Tula disparó dos misiles hacia el polígono de pruebas de Kura. Dos lanzamientos más se llevaron a cabo el 20 de mayo de 2011 y el 27 de julio de 2011, ambos exitosos.
El 8 de mayo de 2014, Sineva fue probado con éxito durante un gran ejercicio nuclear supervisado personalmente por el presidente Vladímir Putin.
El 5 de noviembre de 2014, el submarino Tula alcanzó objetivos en el campo de pruebas de Kura disparando desde el mar de Barents.
El lanzamiento submarino número 27 ocurrió el 12 de diciembre de 2015; el Ministerio de Defensa ruso compartió vídeo en el sitio oficial de YouTube y en los principales canales de noticias rusos.
Otro lanzamiento exitoso se realizó el 12 de octubre de 2016 y uno más el 24 de agosto de 2019.